# Edestads socken
Edestads socken i Blekinge ingick i Medelstads härad, uppgick 1967 i Ronneby stad och området ingår sedan 1971 i Ronneby kommun och motsvarar från 2016 Edestads distrikt i Blekinge län.
Socknens areal är 33,7 kvadratkilometer, varav land 33,4. År 2000 fanns här 642 invånare. En del av Ronneby samt kyrkbyn Edestad med Edestads kyrka ligger i denna socken.

## Administrativ historik
Socknen har medeltida ursprung med en kyrka från 1200-talet.
Vid kommunreformen 1862 övergick socknens ansvar för de kyrkliga frågorna till Edestads församling och för de borgerliga frågorna till Edestads landskommun. Landskommunen uppgick 1952 i Listerby landskommun och uppgick 1967 i Ronneby stad som 1971 uppgick i Ronneby kommun. Församlingen uppgick 2002 i Listerby församling som 2010 uppgick i Ronneby församling.
1 januari 2016 inrättades distriktet Edestad, med samma omfattning som församlingen hade 1999/2000.
Socknen har tillhört fögderier, tingslag och domsagor enligt vad som beskrivs i artikeln Medelstads härad. Socknen indelades fram till 1901 i 23 båtsmanshåll, vars båtsmän tillhörde Blekinges 4:e (1:a före 1845) båtsmanskompani.

## Geografi
Edestads socken ligger nordost om Ronneby, med en spets som når ner till kusten – ett litet uppodlat område kring Edestadsån. Socknen är kuperad med odlade ler- och sandslätter, särskilt söderut, där även ek- och bokskog förekommer, medan barrskog dominerar norrut.

## Fornminnen
Stenåldersboplats vid Gärestad och hällkistor vid Anglemåla, Binga, Björketorp och Leråkra. På dessa ställen finnas även kummel. Järnåldersgravfält finns bland annat vid Anglemåla (stensättningar och resta stenar) samt på höjderna vid Heaby och Järestad. På Nötanabben vid kusten finns ett större, vikingatida gravfält, och på den gamla sockengränsen mot Listerby står Björketorpsstenen. En förr ryktbar offerkälla finns vid kyrkan.

## Namnet
Namnet (1471 Edhestadha), taget från kyrkbyn, förledet är oklart, efterledet är stath ’ställe’

## Befolkningsutveckling
| Befolkningsutvecklingen i Edestads socken 1750–1990                                                     | Befolkningsutvecklingen i Edestads socken 1750–1990 | Befolkningsutvecklingen i Edestads socken 1750–1990 | Befolkningsutvecklingen i Edestads socken 1750–1990 | Befolkningsutvecklingen i Edestads socken 1750–1990 |
| --- | --------------------------------------------------- | --------------------------------------------------- | --------------------------------------------------- | --------------------------------------------------- |
| |                                                     |                                                     |                                                     |                                                     |
| År |                                                     |                                                     | Folkmängd                                           |                                                     |
| 1750 | 1750                                                |                                                     | 393                                                 |                                                     |
| 1760 | 1760                                                |                                                     | 496                                                 |                                                     |
| 1769 | 1769                                                |                                                     | 568                                                 |                                                     |
| 1780 | 1780                                                |                                                     | 599                                                 |                                                     |
| 1790 | 1790                                                |                                                     | 563                                                 |                                                     |
| 1800 | 1800                                                |                                                     | 572                                                 |                                                     |
| 1810 | 1810                                                |                                                     | 612                                                 |                                                     |
| 1820 | 1820                                                |                                                     | 665                                                 |                                                     |
| 1830 | 1830                                                |                                                     | 684                                                 |                                                     |
| 1840 | 1840                                                |                                                     | 801                                                 |                                                     |
| 1850 | 1850                                                |                                                     | 927                                                 |                                                     |
| 1860 | 1860                                                |                                                     | 984                                                 |                                                     |
| 1870 | 1870                                                |                                                     | 1 071                                               |                                                     |
| 1880 | 1880                                                |                                                     | 1 107                                               |                                                     |
| 1890 | 1890                                                |                                                     | 1 107                                               |                                                     |
| 1900 | 1900                                                |                                                     | 1 148                                               |                                                     |
| 1910 | 1910                                                |                                                     | 1 113                                               |                                                     |
| 1920 | 1920                                                |                                                     | 1 013                                               |                                                     |
| 1930 | 1930                                                |                                                     | 916                                                 |                                                     |
| 1940 | 1940                                                |                                                     | 827                                                 |                                                     |
| 1950 | 1950                                                |                                                     | 794                                                 |                                                     |
| 1960 | 1960                                                |                                                     | 682                                                 |                                                     |
| 1970 | 1970                                                |                                                     | 579                                                 |                                                     |
| 1980 | 1980                                                |                                                     | 590                                                 |                                                     |
| 1990 | 1990                                                |                                                     | 641                                                 |                                                     |
| Anm: Källor: Umeå universitet - Tabellverket 1749-1859, Demografiska databasen, CEDAR, Umeå universitet |                                                     |                                                     |                                                     |                                                     |

### Fotnoter
1. 1 2 3  Svensk Uppslagsbok andra upplagan 1947–1955: Edestad socken
2. 1 2  Harlén, Hans; Harlén Eivy (2003). Sverige från A till Ö: geografisk-historisk uppslagsbok. Stockholm: Kommentus. Libris 9337075. ISBN 91-7345-139-8
3. ↑  ”Församlingar”. Statistiska centralbyrån. https://www.scb.se/hitta-statistik/regional-statistik-och-kartor/regionala-indelningar/forsamlingar/. Läst 30 december 2022.
4. ↑  "Ostkanten" om Blekinge och Södra Möres båtsmän
5. 1 2  Sjögren, Otto (1932). Sverige geografisk beskrivning del 3 Blekinge, Kristianstads, Malmöhus och Hallands län samt staden Göteborg. Stockholm: Wahlström & Widstrand. Libris 9940
6. 1 2  Nationalencyklopedin
7. ↑  Fornlämningar, Statens historiska museum: Edestads socken
8. ↑  Fornminnesregistret, Riksantikvarieämbetet: Edestads socken Fornminnen i socknen erhålls på kartan genom att skriva in sockennamn (utan "socken") i "Ange geografiskt område"